# 別洛古利湖
別洛古利湖是俄羅斯的湖泊，由普斯科夫州負責管轄，屬於索羅蒂河流域的一部分，面積3.0平方公里，集水區面積23.4平方公里，平均水深2.7米，最大水深4.0米，湖中有2個島嶼